# بريت باير (مدرب رياضي)
بريت باير (بالإنجليزية: Brett Beyer)‏ هو مدرب رياضي أسترالي، ولد في 26 يوليو 1966م.